# Estación Leyda
Estación Leyda fue una estación de ferrocarril chilena situada en la localidad del mismo nombre. Esta estación formaba parte del Ramal Santiago a Cartagena.

## Historia
Estación Leyda fue la segunda etapa del ferrocarril entre Santiago y Cartagena. Antes de que se habilitase el tren hasta Melipilla, los viajeros hacían el recorrido en coches o carretas guiadas por caballos. A partir de 1830 se creó especialmente un servicio de coches para trasladar a los viajeros hasta esa localidad. Con guitarras y canto, amenizaban las casi siete horas de marcha hasta la ciudad donde pernoctaban para continuar el viaje hasta el otro día.
El tramo del ferrocarril entre estación Melipilla y estación San Antonio comenzó su construcción en 1903, y sus obras terminaron en 1910. La estación Leyda se hallaba entre las paradas establecidas dentro de los planes.
La estación fue suprimida mediante decreto del 15 de marzo de 1976. El 4 de febrero de 1984 el edificio de la estación y su bodega son destruidos debido a un incendio forestal que afectó la zona. Actualmente no quedan restos de la estación.

## En la cultura popular
La estación, debido a su cercanía con fundos de familias chilenas importantes, como los Claro, Cox, Fernández, Haeussler, Larraín y Valdés, muchos artistas nacionales e internacionales inmortalizaron a la estación en la literatura, pintura, cinematografía y fotografía. Entre los cuadros se destacan obras de Alejandro Jamett Muñoz, Ortega Franz, Alberto Daiber y Cristián Vargas Catalán.
El escritor chileno Eduardo Barrios ambientó parte de su novela «Gran señor y rajadiablos» en las proximidades de la estación. Volodia Teitelboim incluye a la estación en su libro «La Guerra Interna». Parte de la fachada de la estación es utilizada por un viñedo local como icono.
En 1980 el cantautor, compositor y arreglista chileno Nino García grabó en dependencias de la estación Leyda, el videoclip de su canción «Espejismo».

## Literatura adicional
- Aguirre Silva, Jorge (1988). El sur de los Andes: cómo renace un pueblo en el mensaje de su arquitectura y poesía. Andres Bello. Consultado el 11 de mayo de 2020.